# Morin Dawa
Kỳ tự trị dân tộc Daur-Morin Dawa (giản thể: 莫力达瓦达斡尔族自治旗; phồn thể: 莫力達瓦達斡爾族自治旗; bính âm: Mòlì Dáwǎ Dáwò'ěrzú Zìzhìqí, Hán Việt: Mạc Lực Đạt Ngõa Đạt Oát Nhĩ tự trị kỳ), thường được gọi tắt là Mạc Kỳ trong văn kiện chính thức (tiếng Trung: 莫旗; bính âm: Mò Qí), là một kỳ tự trị của địa cấp thị Hulunbuir (Hô Luân Bối Nhĩ), khu tự trị Nội Mông Cổ, Trung Quốc. Kỳ nằm bên bờ Nộn Giang và có ranh giới với tỉnh Hắc Long Giang ở cả ba phía đông, nam và tây nam.

## Hành chính

### Trấn
| - Ni Nhĩ Cơ (尼尔基镇) - Hồng Ngạn (红彦镇) - Bảo Sơn (宝山镇) - Cáp Đạt Dương (哈达阳镇) | - A Nhĩ Lạp (阿尔拉镇) - Tây Ngõa Nhĩ Đồ (西瓦尔图镇) - Đằng Khắc (腾克镇) - Tháp Ôn Ngao Bảo (塔温敖宝镇) |

### Hương dân tộc
- Hương dân tộc Ngạc Ôn Khắc (Evenk) Ba Ngạn (巴彦鄂温克民族乡)
- Hương dân tộc Ngạc Ôn Khắc (Evenk) Đỗ Lạp Nhĩ (杜拉尔鄂温克民族乡)

### Khác
- Nông trường Mạc Lực Đạt Ngõa Đạt Cam Hà (莫力达瓦达甘河农场)
- Nông trường Mạc Lực Đạt Ngõa Đạt Ba Ngạn (莫力达瓦达巴彦农场)
- Nông trường Mạc Lực Đạt Ngõa Đạt Âu Khẳng Hà (莫力达瓦达欧肯河农场)
- Nông trường Mạc Lực Đạt Ngõa Đạt Đông Phương Hồng (莫力达瓦达东方红农场)

## Khí hậu
| Dữ liệu khí hậu của Morin Dawa          | Dữ liệu khí hậu của Morin Dawa | Dữ liệu khí hậu của Morin Dawa | Dữ liệu khí hậu của Morin Dawa | Dữ liệu khí hậu của Morin Dawa | Dữ liệu khí hậu của Morin Dawa | Dữ liệu khí hậu của Morin Dawa | Dữ liệu khí hậu của Morin Dawa | Dữ liệu khí hậu của Morin Dawa | Dữ liệu khí hậu của Morin Dawa | Dữ liệu khí hậu của Morin Dawa | Dữ liệu khí hậu của Morin Dawa | Dữ liệu khí hậu của Morin Dawa | Dữ liệu khí hậu của Morin Dawa |
| Tháng                                   | 1                              | 2                              | 3                              | 4                              | 5                              | 6                              | 7                              | 8                              | 9                              | 10                             | 11                             | 12                             | Năm                            |
| --------------------------------------- | ------------------------------ | ------------------------------ | ------------------------------ | ------------------------------ | ------------------------------ | ------------------------------ | ------------------------------ | ------------------------------ | ------------------------------ | ------------------------------ | ------------------------------ | ------------------------------ | ------------------------------ |
| Cao kỉ lục °C (°F)                      | −2.0 (28.4)                    | 8.9 (48.0)                     | 20.1 (68.2)                    | 28.8 (83.8)                    | 38.8 (101.8)                   | 40.1 (104.2)                   | 37.7 (99.9)                    | 35.0 (95.0)                    | 33.4 (92.1)                    | 26.5 (79.7)                    | 14.1 (57.4)                    | 3.0 (37.4)                     | 40.1 (104.2)                   |
| Trung bình ngày tối đa °C (°F)          | −14.6 (5.7)                    | −8.4 (16.9)                    | 1.0 (33.8)                     | 12.4 (54.3)                    | 20.7 (69.3)                    | 26.2 (79.2)                    | 27.3 (81.1)                    | 25.5 (77.9)                    | 19.7 (67.5)                    | 10.4 (50.7)                    | −2.9 (26.8)                    | −12.8 (9.0)                    | 8.7 (47.7)                     |
| Trung bình ngày °C (°F)                 | −20.5 (−4.9)                   | −15.3 (4.5)                    | −5.6 (21.9)                    | 5.5 (41.9)                     | 13.8 (56.8)                    | 20.0 (68.0)                    | 22.1 (71.8)                    | 20.0 (68.0)                    | 13.2 (55.8)                    | 4.0 (39.2)                     | −8.6 (16.5)                    | −18.2 (−0.8)                   | 2.5 (36.6)                     |
| Tối thiểu trung bình ngày °C (°F)       | −25.4 (−13.7)                  | −21.3 (−6.3)                   | −11.8 (10.8)                   | −1.2 (29.8)                    | 6.6 (43.9)                     | 13.7 (56.7)                    | 17.2 (63.0)                    | 14.9 (58.8)                    | 7.2 (45.0)                     | −1.6 (29.1)                    | −13.5 (7.7)                    | −22.9 (−9.2)                   | −3.2 (26.3)                    |
| Thấp kỉ lục °C (°F)                     | −38.9 (−38.0)                  | −38.3 (−36.9)                  | −30.9 (−23.6)                  | −13.2 (8.2)                    | −6.0 (21.2)                    | 1.3 (34.3)                     | 6.2 (43.2)                     | 3.5 (38.3)                     | −4.0 (24.8)                    | −16.3 (2.7)                    | −28.9 (−20.0)                  | −36.2 (−33.2)                  | −38.9 (−38.0)                  |
| Lượng Giáng thủy trung bình mm (inches) | 2.7 (0.11)                     | 1.8 (0.07)                     | 8.3 (0.33)                     | 24.0 (0.94)                    | 34.0 (1.34)                    | 77.6 (3.06)                    | 143.0 (5.63)                   | 116.2 (4.57)                   | 52.7 (2.07)                    | 19.4 (0.76)                    | 5.2 (0.20)                     | 5.0 (0.20)                     | 489.9 (19.28)                  |
| Độ ẩm tương đối trung bình (%)          | 69                             | 64                             | 53                             | 48                             | 47                             | 62                             | 75                             | 77                             | 68                             | 58                             | 62                             | 70                             | 63                             |
| Nguồn:                                  |                                |                                |                                |                                |                                |                                |                                |                                |                                |                                |                                |                                |                                |